# Alfons Ziwert
Alfons Ferdinand Julij Karłowicz Ziwert (Siewert) (ros. Альфонс Фердинанд Юлий Карлович Зиверт, ukr. Альфонс-Фердинанд-Юлус Карлович Зіверт, ur. 9 sierpnia?/21 sierpnia 1872 w Kijowie, zm. 1921 lub 1922 tamże) – ukraiński lekarz, profesor Uniwersytetu w Kijowie, autor jednego z pierwszych opisów zespołu nieruchomych rzęsek (zespołu Kartagenera lub Siewerta-Kartagenera).

## Życiorys
Pochodził z osiadłej w Rosji niemieckiej rodziny. Urodził się w Kijowie jako syn pochodzącego z Białegostoku urzędnika pocztowego Karla Ferdinandowicza Ziwerta (1843–po 1917) i Johanny Ludwigi Emilii z domu Dreyer. Miał pięcioro młodszego rodzeństwa: trzech młodszych braci (Pawła, Ericha i Richarda) i dwie siostry (Elenę i Gertrudę). Karl Ziwert był wysokim urzędnikiem w randze tajnego radcy (od 1904 roku) i kierował kijowskim „czarnym gabinetem”. Za swoje zasługi otrzymał również Order św. Włodzimierza i dziedziczne szlachectwo (12 lutego 1901 roku).
Alfons studiował medycynę na Uniwersytecie w Kijowie, studia ukończył 20 września 1899 roku. Następnie pozostał jako wolontariusz w klinice propedeutyki chorób wewnętrznych. Od 1904 roku pracował w klinice szpitala wojskowego na Ławrze Peczerskiej pod kierunkiem Konrada Wagnera. Prowadził również badania w pracowni farmakologicznej Julija Laudenbacha. W lipcu 1906 roku otrzymał stypendium, dzięki któremu mógł wyjechać w podróż naukową do Berlina i Strasburga. Przez dłuższy czas pracował w laboratorium Oswalda Schmiedeberga w Strasburgu. W 1908 roku powrócił do Rosji i został wcielony do wojska, najpierw służył jako lekarz wojskowy w 76. Kubańskim Pułku Piechoty, potem w 168. Mirgorodzkim Pułku Piechoty. 26 maja 1911 roku obronił pracę doktorską, w tym samym roku habilitował się. Jako docent prywatny wykładał na Uniwersytecie Kijowskim choroby wewnętrzne, pracując w klinice Wagnera. W 1920 roku został profesorem terapii.
Żonaty z Julią Władimirowną Puchalską, córką pianisty Władimira Puchalskiego. Mieli troje dzieci, synów Władimira (1902) i Gieorgija oraz córkę Marię (1904). Starszy syn należał do organizacji monarchistycznej i został aresztowany podczas rewolucji październikowej, zwolniono go z aresztu po wstawiennictwie ojca. W 1929 roku został aresztowany ponownie i zesłany do Minusińska, skąd powrócił w 1932 roku. W 1937 roku został zesłany do Nieżyna. Po kolejnym aresztowaniu w 1938 roku został zesłany do Gułagu w Republice Komi, tam skazany na śmierć i rozstrzelany.
Alfons Ziwert zmarł w 1921 albo 1922 roku.

## Dorobek naukowy
Ziwert był autorem kilkunastu prac w języku rosyjskim, niemieckim i polskim. Najbardziej znany jest jego opis przypadku zapalenia zatok i wrodzonych rozstrzeni oskrzeli u pacjenta z odwrotnym ułożeniem trzewi, uznany po latach za pierwszy opis zespołu nieruchomych rzęsek. Opis Ziwerta ukazał się w języku rosyjskim w 1902 roku, a w języku niemieckim w 1904 roku. Od lat 70. w ZSRR używano nazwy zespołu Kartagenera-Ziwerta lub Ziwerta-Kartagenera.
Na 4. Zjeździe Rosyjskich Internistów w 1912 roku wygłosił referat, w którym sugerował, że mięsień sercowy potrzebuje energii nie tylko do skurczu, ale i rozkurczu. Artykuł na ten temat w języku niemieckim opublikował dopiero w 1922 roku.

## Prace
- Случай врожденной бронхоэктазии у пациента с обратным расположением внутренностей. Русский врач 38 (1), 1361–1362, 1902
- К вопросу об определении границ желудка раздуванием. Русский врач 2 (3), 82–88, 1903
- Редкий случай сосудистого шума в области печени. Русский врач 2 (46), 1617–1619, 1903
- Ueber ein Verfahren der manometrischen Registrirung der Zusammenziehungen des isolirten Säugethierherzens. „Archiv für die gesamte Physiologie des Menschen und der Tiere”. 102 (7), s. 364–372, 1904. DOI: 10.1007/BF01678181.
- Учение о динамическом антагонизме ядов. Киев, 1906
- Ueber einen Fall von Bronchiectasie bei einem Patienten mit Situs inversus viscerum. Berliner klinische Wochenschrift 41, s. 139–141, 1904
- Къ вопросу о значеній определениія правой границы желудка при ослабленій его выводящей способности. Русский врач 5 (6), 163–167, 1906
- Untersuchungen über das Hämin. „Archiv für experimentelle Pathologie und Pharmakologie”. 58 (5-6), s. 386–396, 1908. DOI: 10.1007/BF01841693.
- Siewert A., Heubner W. Über Druckmessung im Herzen, insbesondere bei Strophantinvergiftung. Archiv für experimentelle Pathologie und Pharmakologie Suppl.-Bd., s. 496–503, 1908
- К вопросу о регенерации оксигемоглобина при первой форме острой метгемоглобинемии W: Сборник трудов, посвященный памяти покойного профессора Университета св. Владимира Юлия Петровича Лауденбаха. Киев, 1910
- О влиянии на вырезанное сердце кошки этилового, метилового, пропилового, изобутилового и гептилового алкоголей. К., 1911
- Siewert A., Zebrowski E. Ueber den komparativen Einfluss des weissen und dunlen Fleisches auf die Ausscheidung von Harnsaeure und von anderen stickstoffhaltigen Substanzen in Harn. Zeitschrift für klinische Medizin 75, s. 331–358, 1912
- Żebrowski E, Ziwert A. O wpływie mięsa białego i czarnego na wydzielanie kwasu moczowego oraz innych ciał azotowych moczu. Przegląd Lekarski. 1912;51(25-30):427-428, 439–441, 451–453, 463–465, 474–476, 482–484, 1911
- Über aktive Diastole. „Zeitschrift für die gesamte experimentelle Medizin”. 28 (1), s. 324–346, 1922. DOI: 10.1007/BF02622924.